# Order za Wybitne Zasługi (Słowenia)
Order za Wybitne Zasługi (słoweń.: Red za izredne zasluge, RIZ) – obecnie najwyższe po Orderze Wolności odznaczenie Słowenii nadawane przez Prezydenta Republiki Słowenii osobom, instytucjom i organizacjom .

## Ustanowienie
Order za Wybitne Zasługi został ustanowiony w 1995 roku na mocy ustawy z dnia 19 grudnia 1994 roku o odznaczeniach Republiki Słowenii, jako drugi w precedencji po Orderze Wolności, jednak aż do 2004 roku nie był nadawany. Dopiero wprowadzenie poprawki do tej ustawy w 2004 roku znacząco ograniczającej możliwość nadawania Orderu Wolności spowodowało rozpoczęcie przyznawania tego orderu. Przyznawany jest obywatelom Republiki Słowenii, a wyjątkowo grupom osób, osobom prawnym, innym organizacjom i najwyższym zagranicznym mężom stanu za wybitną pracę i zasługi na rzecz suwerenności, dobrobytu, reputacji i postępu Słowenii w dziedzinie kultury, gospodarki, nauki, społecznej i politycznej.

## Opis
Order składa się z odznaki, odznaki zastępczej i certyfikatu nadania. Zarówno odznakę jak i odznakę zastępczą, którą stanowi baretka, nosi się na lewej piersi, jednak nigdy łącznie.
Głównym motywem odznaki orderu jest stylizowany trójliść, który był symbolem Trójcy Świętej umieszczanym na biżuterii Karantan (kultura Köttlach) w czasach chrystianizacji obszarów Słowenii.
Odznaka wykonana jest w całości z 14-karatowego złota. Jej bazą jest trójkąt równoboczny o boku długości 48 mm i grubości 2 mm. Po oby stronach bazy jest umieszczony sześciokąt foremny o wklęsłych bokach (przypominający hipocykloidę, jednak nią niebędący). Odległość między jego przeciwległymi narożnikami wynosi 46 mm, długość strzałki łuku 3 mm, a grubość 1 mm. Na sześciokąty położone są wypukłe płytki w kształcie głównego motywu, na krawędzi mające 1 mm grubości, a pośrodku 3,5 mm. Na środku awersu umieszczony jest rubin. Trójkątna baza jak i kontury sześciokąta i trójliścia o szerokości 1 mm wykończone są polerowanym złotem, natomiast środkowe pola sześciokąta pokrywane są emalią w kolorze jasnoniebieskim, a pola trójliścia w kolorze białym. Awers i rewers orderu są identyczne, z wyjątkiem rubinu. Do górnej części odznaki przymocowana jest zawieszka składająca się z dwóch ogniw w kształcie okręgu i trójkąta równobocznego, umożliwiająca powieszenie odznaki na wstążce.
Odznaczenie noszone jest na jedwabnej złotej wstążce o szerokości 46 mm z umieszczonym pośrodku czerwonym pionowym paskiem szerokości 4 mm. Wstążka składana jest w trójkąt równoramienny o wysokości 54 mm i zszywana.
Baretkę stanowi złota, jedwabna wstążka z czerwonym pionowym paskiem pośrodku złożona w prostokąt o szerokości 40 mm i wysokości 8 mm.
Odznaczenie wręczane jest w etui pokrytym czerwoną skórą od zewnątrz i wyłożonym czerwonym jedwabiem od wewnątrz. Na pokrywce pudełka w górnej części umieszcza się złoty napis RED ZA IZREDNE ZASLUGE, a w dolnej REPUBLIKA SLOVENIJA.
Certyfikat nadania orderu drukowany jest na papierze o gramaturze 500 g/m² o wymiarach 210 mm na 290 mm. Po lewej stronie dokumentu umieszczone są dwie linie jedna w kolorze w kolorze złotym, druga czerwonym, każda o szerokości 20 mm. W czterech narożnikach pozostałego pola drukowany jest w kolorze złotym symbol stylizowanego trójliścia. Na dokumencie umieszcza się takie informację jak numer i data zarządzenia, imię i nazwisko lub nazwę odznaczonego, nazwę orderu pisaną złotymi literami, dziedzinę, w której order został przyznany oraz uzasadnienie. W dolnej części dokumentu od lewej strony umieszczona jest data i miejsce, pośrodku tłoczona jest pieczęć republiki, a po prawej stronie odręczny podpis prezydenta.

## Statystyki
| Prezydent | Prezydent      | Okres urzędowania     | Rok   | Liczba nadań | Liczba nadań | Dane szczegółowe | Dane szczegółowe | Dane szczegółowe |
| Prezydent | Prezydent      | Okres urzędowania     | Rok   | Liczba nadań | Liczba nadań | Obywatelom       | Obcokrajowcom    | Instytucjom      |
| --------- | -------------- | --------------------- | ----- | ------------ | ------------ | ---------------- | ---------------- | ---------------- |
|           | Milan Kučan    | 23.12.1991-22.12.2002 | 1995  | 0            | 0            | 0                | 0                | 0                |
| 1996      | Milan Kučan    | 23.12.1991-22.12.2002 | 0     | 0            | 0            | 0                | 0                |                  |
| 1997      | Milan Kučan    | 23.12.1991-22.12.2002 | 0     | 0            | 0            | 0                | 0                |                  |
| 1998      | Milan Kučan    | 23.12.1991-22.12.2002 | 0     | 0            | 0            | 0                | 0                |                  |
| 1999      | Milan Kučan    | 23.12.1991-22.12.2002 | 0     | 0            | 0            | 0                | 0                |                  |
| 2000      | Milan Kučan    | 23.12.1991-22.12.2002 | 0     | 0            | 0            | 0                | 0                |                  |
| 2001      | Milan Kučan    | 23.12.1991-22.12.2002 | 0     | 0            | 0            | 0                | 0                |                  |
| 2002      | Milan Kučan    | 23.12.1991-22.12.2002 | 0     | 0            | 0            | 0                | 0                |                  |
|           | Janez Drnovšek | 22.12.2002-23.12.2007 | 2003  | 12           | 0            | 0                | 0                | 0                |
| 2004      | Janez Drnovšek | 22.12.2002-23.12.2007 | 4     | 12           | 0            | 4                | 0                |                  |
| 2005      | Janez Drnovšek | 22.12.2002-23.12.2007 | 4     | 12           | 0            | 4                | 0                |                  |
| 2006      | Janez Drnovšek | 22.12.2002-23.12.2007 | 4     | 12           | 1*           | 3                | 0                |                  |
| 2007      | Janez Drnovšek | 22.12.2002-23.12.2007 | 0     | 12           | 0            | 0                | 0                |                  |
|           | Danilo Türk    | 23.12.2007-22.12.2012 | 2008  | 10           | 2            | 1                | 1                | 0                |
| 2009      | Danilo Türk    | 23.12.2007-22.12.2012 | 2     | 10           | 0            | 1                | 1                |                  |
| 2010      | Danilo Türk    | 23.12.2007-22.12.2012 | 1     | 10           | 0            | 1                | 0                |                  |
| 2011      | Danilo Türk    | 23.12.2007-22.12.2012 | 5     | 10           | 0            | 5                | 0                |                  |
| 2012      | Danilo Türk    | 23.12.2007-22.12.2012 | 0     | 10           | 0            | 0                | 0                |                  |
|           | Borut Pahor    | 22.12.2012-nadal      | 2013  | 13           | 1            | 0                | 0                | 1                |
| 2014      | Borut Pahor    | 22.12.2012-nadal      | 1     | 13           | 0            | 1                | 0                |                  |
| 2015      | Borut Pahor    | 22.12.2012-nadal      | 1     | 13           | 0            | 1                | 0                |                  |
| 2016      | Borut Pahor    | 22.12.2012-nadal      | 5     | 13           | 0            | 5                | 0                |                  |
| 2017      | Borut Pahor    | 22.12.2012-nadal      | 0     | 13           | 0            | 0                | 0                |                  |
| 2018      | Borut Pahor    | 22.12.2012-nadal      | 0     | 13           | 0            | 0                | 0                |                  |
| 2019      | Borut Pahor    | 22.12.2012-nadal      | 4     | 13           | 0            | 3                | 1                |                  |
| 2020      | Borut Pahor    | 22.12.2012-nadal      | 1     | 13           | 1            | 0                | 0                |                  |
| RAZEM     | RAZEM          | RAZEM                 | RAZEM | 34           | 34           | 2                | 29               | 3                |

* odznaczenie przyznane pośmiertnie

## Odznaczeni
Zgodnie z ustawą Order za Wybitne Zasługi przysługuje każdemu prezydentowi Słowenii od chwili wyboru. Ponadto zostali nim odznaczeni:
| Odznaczony                        | Profesja lub funkcja                                                            | Rok  |
| --------------------------------- | ------------------------------------------------------------------------------- | ---- |
| Günter Verheugen                  | komisarz UE ds. rozszerzenia                                                    | 2004 |
| Karol XVI Gustaw                  | król Szwecji                                                                    | 2004 |
| Sylwia                            | królowa Szwecji                                                                 | 2004 |
| Javier Solana                     | wysoki przedstawiciel Unii do spraw zagranicznych i polityki bezpieczeństwa     | 2004 |
| George Robertson                  | sekretarz generalny NATO                                                        | 2005 |
| Helmut Kohl                       | były kanclerz Niemiec                                                           | 2005 |
| Ferenc Mádl                       | prezydent Węgier                                                                | 2005 |
| Romano Prodi                      | były przewodniczący Komisji Europejskiej                                        | 2005 |
| Jože Pučnik (pośmiertnie)         | lider opozycji demokratycznej, współtwórca niepodległej Słowenii                | 2006 |
| Davíð Oddsson                     | były premier Islandii                                                           | 2006 |
| Albert II                         | książę Monako                                                                   | 2006 |
| Tasos Papadopulos                 | prezydent Cypru                                                                 | 2006 |
| Elżbieta II                       | królowa Zjednoczonego Królestwa Wielkiej Brytanii i Irlandii Północnej          | 2008 |
| France Bučar                      | polityk, przewodniczący pierwszego demokratycznie wybranego parlamentu Słowenii | 2008 |
| Uniwersytet Lublański             |                                                                                 | 2009 |
| Jaap de Hoop Scheffer             | sekretarz generalny NATO                                                        | 2009 |
| Tarja Halonen                     | prezydent Finlandii                                                             | 2010 |
| Ólafur Grímsson                   | prezydent Islandii                                                              | 2011 |
| Harald V                          | król Norwegii                                                                   | 2011 |
| Sonja                             | królowa Norwegii                                                                | 2011 |
| Giorgio Napolitano                | prezydent Włoch                                                                 | 2011 |
| Słoweńska Akademia Nauki i Sztuki |                                                                                 | 2013 |
| Joachim Gauck                     | prezydent Niemiec                                                               | 2015 |
| Petro Poroszenko                  | prezydent Ukrainy                                                               | 2016 |
| Matthew Festing                   | wielki mistrz Suwerennego Zakonu Kawalerów Maltańskich                          | 2016 |
| Rosen Plewneliew                  | prezydent Bułgarii                                                              | 2016 |
| Dalia Grybauskaitė                | prezydent Litwy                                                                 | 2016 |
| Miloš Zeman                       | prezydent Czech                                                                 | 2016 |
| Uniwersytet Lublański (po raz 2)  |                                                                                 | 2019 |
| Kersti Kaljulaid                  | prezydent Estonii                                                               | 2019 |
| Raimonds Vējonis                  | prezydent Łotwy                                                                 | 2019 |
| Nikos Anastasiadis                | prezydent Cypru                                                                 | 2019 |
| Boris Pahor                       | słoweński pisarz mieszkający w Trieście                                         | 2020 |